# Sphenomorphus biparietalis
Sphenomorphus biparietalis este o specie de șopârle din genul Sphenomorphus, familia Scincidae, descrisă de Taylor 1918. A fost clasificată de IUCN ca specie în pericol. Conform Catalogue of Life specia Sphenomorphus biparietalis nu are subspecii cunoscute.